# Larysa Berežna
Larysa Vitaliïvna Berežna (in ucraino Лариса Віталіївна Бережна?; in russo Лариса Витальевна Бережная?, Larisa Vital'evna Berežnaja; Kiev, 28 febbraio 1961) è un'ex lunghista che rappresentò l'Unione Sovietica, per la quale fu campionessa mondiale indoor nel 1991, e successivamente l'Ucraina con i cui colori si laureò campionessa europea indoor nel 1992.

## Biografia
Nata a Kiev, nell'allora Ucraina sovietica, debuttò in un grande evento internazionale in occasione dei Mondiali indoor di Budapest 1989, dove vinse la medaglia di bronzo con la misura di 6,82. L'anno successivo arrivò quarta agli Europei di Spalato 1990 con la misura di 6,93 m. Nel 1991 conquistò il suo primo titolo internazionale, laureandosi campionessa mondiale indoor a Siviglia con la misura di 6,84. Nello stesso anno vinse la medaglia di bronzo ai Mondiali di Tokyo 1991 con la misura di 7,11 m, dietro la statunitense Jackie Joyner-Kersee (7,32 m) e la tedesca Heike Drechsler (7,29 m). Nel 1992 si confermò vincendo il titolo di campionessa europea indoor a Genova con la misura di 7,00 m, ma non riuscì a qualificarsi per la finale dei Giochi olimpici di Barcellona 1992 a causa di un infortunio. In rappresentanza dell'Ucraina vinse la medaglia d'argento ai Mondiali di Stoccarda 1993 con la misura di 6,98 m, battuta ancora una volta dalla padrona di casa Heike Drechsler (7,11 m).
In omaggio a Larysa Berežna la sua collega italo-britannica Fiona May ha dato il suo nome a una delle sue figlie, Larissa Iapichino, anch'essa lunghista.

## Palmarès
| Anno | Manifestazione  | Sede       | Evento         | Risultato | Prestazione | Note |
| ---- | --------------- | ---------- | -------------- | --------- | ----------- | ---- |
| 1989 | Mondiali indoor | Budapest   | Salto in lungo | Bronzo    | 6,82 m      |      |
| 1990 | Europei         | Spalato    | Salto in lungo | 4ª        | 6,93 m      |      |
| 1991 | Mondiali indoor | Siviglia   | Salto in lungo | Oro       | 6,84 m      |      |
| 1991 | Mondiali        | Tokyo      | Salto in lungo | Bronzo    | 7,11 m      |      |
| 1992 | Europei indoor  | Genova     | Salto in lungo | Oro       | 7,00 m      |      |
| 1992 | Giochi olimpici | Barcellona | Salto in lungo | nm (q)    | nm (q)      |      |
| 1993 | Mondiali indoor | Toronto    | Salto in lungo | 5ª        | 6,74 m      |      |
| 1993 | Mondiali        | Stoccarda  | Salto in lungo | Argento   | 6,98 m      |      |